# Marques Johnson
Marques Kevin Johnson (Natchitoches, 8 febbraio 1956) è un ex cestista e allenatore di pallacanestro statunitense, professionista nella NBA.

## Carriera
Venne selezionato dai Milwaukee Bucks al primo giro del Draft NBA 1977 (3ª scelta assoluta).

## Statistiche

### NBA

#### Regular Season
| Anno      | Squadra         | PG  | PT  | MP   | TC%  | 3P%  | TL%  | RP   | AP  | PRP | SP  | PP   |
| --------- | --------------- | --- | --- | ---- | ---- | ---- | ---- | ---- | --- | --- | --- | ---- |
| 1977-1978 | Milwaukee Bucks | 80  | -   | 34,6 | 52,2 | -    | 73,6 | 10,6 | 2,4 | 1,2 | 1,3 | 19,5 |
| 1978-1979 | Milwaukee Bucks | 77  | -   | 36,1 | 55,0 | -    | 76,0 | 7,6  | 3,0 | 1,5 | 1,2 | 25,6 |
| 1979-1980 | Milwaukee Bucks | 77  | -   | 34,9 | 54,4 | 22,2 | 79,1 | 7,4  | 3,5 | 1,3 | 0,9 | 21,7 |
| 1980-1981 | Milwaukee Bucks | 76  | -   | 33,4 | 55,2 | 0,0  | 70,6 | 6,8  | 4,6 | 1,5 | 0,5 | 20,3 |
| 1981-1982 | Milwaukee Bucks | 60  | 52  | 31,7 | 53,2 | 0,0  | 70,0 | 6,1  | 3,6 | 1,0 | 0,6 | 16,5 |
| 1982-1983 | Milwaukee Bucks | 80  | 80  | 35,7 | 50,9 | 20,0 | 73,5 | 7,0  | 4,5 | 1,3 | 0,7 | 21,4 |
| 1983-1984 | Milwaukee Bucks | 74  | 74  | 36,7 | 50,2 | 15,4 | 70,9 | 6,5  | 4,3 | 1,6 | 0,6 | 20,7 |
| 1984-1985 | L.A. Clippers   | 72  | 68  | 34,0 | 45,2 | 23,1 | 73,1 | 5,9  | 3,4 | 1,0 | 0,4 | 16,4 |
| 1985-1986 | L.A. Clippers   | 75  | 75  | 34,7 | 51,0 | 6,7  | 76,0 | 5,5  | 3,8 | 1,4 | 0,7 | 20,3 |
| 1986-1987 | L.A. Clippers   | 10  | 10  | 30,2 | 43,9 | 0,0  | 71,4 | 3,3  | 2,8 | 1,2 | 0,5 | 16,6 |
| 1989-1990 | G.S. Warriors   | 10  | 0   | 9,9  | 37,5 | 66,7 | 82,4 | 1,7  | 0,9 | 0,0 | 0,1 | 4,0  |
| Carriera  | Carriera        | 691 | 359 | 34,3 | 51,8 | -    | 73,9 | 7,0  | 3,6 | 1,3 | 0,8 | 20,1 |

#### Playoffs
| Anno     | Squadra         | PG | PT | MP   | TC%  | 3P%  | TL%  | RP   | AP  | PRP | SP  | PP   |
| -------- | --------------- | -- | -- | ---- | ---- | ---- | ---- | ---- | --- | --- | --- | ---- |
| 1978     | Milwaukee Bucks | 9  | -  | 35,7 | 54,9 | -    | 75,0 | 12,4 | 3,4 | 1,1 | 1,9 | 24,0 |
| 1980     | Milwaukee Bucks | 7  | -  | 43,3 | 42,2 | 33,3 | 75,0 | 6,9  | 2,0 | 0,7 | 0,9 | 19,9 |
| 1981     | Milwaukee Bucks | 7  | -  | 38,0 | 55,6 | 0,0  | 71,9 | 9,4  | 4,9 | 1,4 | 1,0 | 24,7 |
| 1982     | Milwaukee Bucks | 6  | -  | 39,2 | 44,0 | 25,0 | 57,1 | 7,3  | 3,3 | 1,0 | 0,3 | 18,8 |
| 1983     | Milwaukee Bucks | 9  | -  | 42,4 | 48,6 | 0,0  | 65,1 | 8,0  | 4,2 | 0,9 | 0,8 | 22,0 |
| 1984     | Milwaukee Bucks | 16 | -  | 37,8 | 47,3 | 25,0 | 72,2 | 5,3  | 3,4 | 1,1 | 0,4 | 20,3 |
| Carriera | Carriera        | 54 | -  | 39,1 | 48,9 | -    | 70,1 | 7,9  | 3,7 | 1,0 | 0,8 | 21,5 |

## Palmarès
- Campione NCAA (1975)
- NCAA AP Player of the Year (1977)
- NCAA John R. Wooden Award (1977)
- NCAA Naismith Men's College Player of the Year Award (1977)
- NCAA AP All-America First Team (1977)
- NBA All-Rookie First Team (1978)
- All-NBA First Team (1979)
- 2 volte All-NBA Second Team (1980, 1981)
- 5 volte NBA All-Star (1979, 1980, 1981, 1983, 1986)